# クッキンアイドル アイ!マイ!まいん! まいん歌のレシピ3
『クッキンアイドル アイ!マイ!まいん! まいん歌のレシピ(3)』（クッキンアイドル アイ!マイ!まいん! まいんうたのレシピさん）は福原遥の3作目アルバムである。2010年12月8日にキングレコードより発売された。

## 内容
福原遥が主人公の柊まいんとして出演しているNHK教育の番組『クッキンアイドル アイ!マイ!まいん!』で歌った曲を集めたオリジナル・アルバムの第3弾。初回限定盤のみ「ミラクル☆メロディハーモニー」のリミックス版のジョートバージョンを収録。トラック13〜35はサントラで、長谷川智樹だけではなく橋本由香利も担当している。

## 収録曲

### CD
1. ミラクルを待っている
2. あの丘の向こうまで
3. こねこねネコだゾウ
4. そぼろポロポロ
5. しあわせの黄色いたまごやき
6. すりすりスリル
7. 魔法のフワフワ
8. マイハート・ギュッ!
9. キュキュッと音頭
10. スイーツプリンセス
11. あっぱれ節
12. かさねてファタジー
13. 今日のお話は?
14. 楽しいことが始まるよ
15. 憧れて
16. ピュア マイ ハート
17. 悲しくなっちゃう
18. ちょっといい話
19. もっとスパーク!
20. ミラクル☆メロディハーモニー 〜ひらめき!きらめき!〜
21. さあ、始まるよ〜
22. ミラクル☆メロディハーモニー 〜ハピハピハッピー!〜
23. Here we go!
24. キッチンはマイステージ 〜口笛篇〜
25. 百科事典
26. 秘密の世界
27. ちびっこ妖精
28. 負けないわよ!
29. 悔しい気持ち
30. 何かへんだなぁ
31. 大騒ぎ
32. こわいよぉ〜
33. チャカチャカコミカル
34. ウシシシッ
35. 頑張るからね
36. ミラクル☆メロディハーモニー 〜エレポップミックス〜

作詞：青島利幸（#1 - 12）、川田瑠夏（#36）
作曲：宮崎誠(#1 - 3)、長谷川智樹（#4, 5, 11 - 19, 25, 26, 28, 29, 34, 35）、川田瑠夏（#6, 10, 20, 22, 24, 36）、橋本由香利(#7 - 9, 16, 17, 21, 23, 27, 30 ,32, 33)
編曲：宮崎誠(#1 - 3)、長谷川智樹（#4, 5, 11 - 29, 25, 26, 28, 29, 34, 35）、川田瑠夏（#6, 10, 36）、橋本由香利(#7 - 9, 16, 17, 20 - 24, 27, 30 ,32, 33

### DVD
1. ミラクル☆メロディハーモニー 〜エレポップミックス〜（ショートバージョン）
2. ミラクル☆メロディハーモニー 〜エレポップミックス〜（ショートバージョン、カラオケ＋歌詞付き）